# East Randolph
East Randolph és una població dels Estats Units a l'estat de Nova York. Segons el cens del 2000 tenia 630 habitants.

## Demografia
Segons el cens del 2000, East Randolph tenia 630 habitants, 198 habitatges, i 154 famílies. La densitat de població era de 223,2 habitants/km².
Dels 198 habitatges en un 0% hi vivien nens de menys de 18 anys, en un 59,1% hi vivien parelles casades, en un 12,1% dones solteres, i en un 22,2% no eren unitats familiars. En el 20,2% dels habitatges hi vivien persones soles el 8,6% de les quals corresponia a persones de 65 anys o més que vivien soles. El nombre mitjà de persones vivint en cada habitatge era de 2,66 i el nombre mitjà de persones que vivien en cada família era de 2,97.
Per edats la població es repartia de la següent manera: un 37,8% tenia menys de 18 anys, un 6,7% entre 18 i 24, un 22,9% entre 25 i 44, un 21% de 45 a 60 i un 11,7% 65 anys o més.
L'edat mediana era de 31 anys. Per cada 100 dones de 18 o més anys hi havia 84,9 homes.
La renda mediana per habitatge era de 42.292 $ i la renda mediana per família de 45.703 $. Els homes tenien una renda mediana de 32.321 $ mentre que les dones 17.625 $. La renda per capita de la població era de 13.571 $. Entorn del 6,3% de les famílies i el 10,8% de la població estaven per davall del llindar de pobresa.